# Stig Järrel
Stig Karl Olof Järrel (født 8. februar 1910, død 1. juli 1998) var en svensk skuespiller og instruktør. Han var en af de mest populære skuespillere i Sverige i løbet af sin karriere, og også en af de mest produktive, idet han medvirkede i omkring 131 film. Han optrådte også på forskellige teatre og var en hyppig gæst i både radio og tv.
Blandt hans filmroller kan nævnes Med dig i mine arme (1940), Lyckan kommer (1942), Fram för lilla Märta (1945), Medan porten var stängd (1946) og Den syvende himmel (1956).

## Udvalgt filmografi
- Adolf i trøjen (1936)
- En pige kommer til byen (1937)
- Vi to (1939)
- Vi tre (1940)
- Med dig i mine arme (1940)
- Ægtemand på afveje (1941)
- Lyckan kommer (1942)
- Fram för lilla Märta (1945)
- Pigen og løjtnanten (1946)
- Medan porten var stängd (1946)
- Onde øjne (1947, også instruktør)
- Det sjette bud (1947, også instruktør)
- I fremmed havn (1948)
- Gaden (1949)
- Pippi Langstrømpe (1949)
- Poker (1951, også manuskriptforfatter)
- Den skønne Helene på eventyr (1951)
- Foreign Intrigue (tv-serie, 1951-1955)
- Dirch passer hund (1952)
- Oppåt med gröna hissen (1952, også manuskriptforfatter)
- Frie fugle (1953)
- Fartfeber (1953)
- Drømmepigen (1953)
- Dirch Passer vælter byen (1954)
- Den syvende himmel (1956)
- Nattens børn (1956)
- Skør efter noder (1956)
- På viften i storbyen (1957)
- Det sker i nat (1957)
- Frøken Chic (1959)
- Djævelens øje (1960)
- Röda rummet (tv-serie, 1970)